# Creo Elements/Direct Modeling
Creo Elements/Direct Modeling ist ein professionelles 3D-CAD-Werkzeug der Parametric Technology Corporation.
Die Entwicklung von Modeling startete Anfang der 1990er Jahre unter dem Namen Soliddesigner. Damals wurde die Entwicklung dieser Software unter Hewlett-Packard in einem Geschäftsbereich des Mutterkonzerns angestoßen. Bis November 2008 hieß das Produkt OneSpace Modeling, nach der vollständigen Integration der CoCreate Software GmbH wurde der Name zu CoCreate Modeling geändert. Ende Oktober 2010 wurde die neue Creo-Produktpalette vorgestellt und im selben Zug wurde die Software in Creo Elements/Direct Modeling umbenannt.
Der Anwendungsbereich der Software Creo Elements/Direct Modeling ist im High-Tech-Maschinenbau und in der Elektroindustrie. Die Software verfolgt einen Ansatz des dynamischen Modellierens (Dynamic Modeling).
In der 3D-Volumenmodellierung ist dies eine neue Herangehensweise, da diese Art der Modellierung ohne einen Modellentstehungsbaum auskommt. Damit hebt sich die Software von CAD-Systemen ab, die einen klassischen Ansatz der Modellierung verfolgen, bei dem eine Historie der angewandten Parameter auf das Modell im Konstruktionsprozess mitgeführt wird.

## Versionen
- Creo Elements/Direct Modeling - kommerzielle Version
- Creo Elements/Direct Modeling Express - unbegrenzter kostenloser Privatgebrauch (Anzahl der Teile ist begrenzt)

Verfügbare Zusatzmodule: Surfacing, Sheet Metal, Advanced Design, Simplification, Cabling, Mold Base, Finite Element Analysis, Part Library, 3D Access, Creo Simulate, ModelManager, Windchill, ModelSearch und SolidPower.

## Dateiformate
- .bdl - Bundle files
- .pkg - Package files
- .pk2 - Personal Edition
- .sd - Assembly files
- .sdc - Assembly contents files
- .sdp - Part files
- .sdpc - Part contents files
- .ses - Session files
- .rec - Recorder files
- .fix - Dimension fix files
- .tol - Tolerance files
- .lwa - Lightweight assembly files
- .env - Environment files

- IGES - (*.igs;;*.iges)
- STEP - (*.stp;*.step;*)
- ACIS (SAT) - (*.sat;*)
- Creo Parametric - (*.prt;*.asm;*.g;*.g.zip;*xpr;*xas)
- SolidWorks - (*.sldprt;*sldasm;)
- Inventor - (*.ipt;*.iam)
- NX - (*.prt)
- SolidEdge (*par;*.asm)
- ME30 - (*.xmit)
- 2D in Arbeitsebene importieren - (*.mi;*.lyt;*.dwg;*.dxf)
- 2D in Zeichnung importieren - (*.mi;*.bi;*.dwg;*.dxf;*igs;*.iges)
- LISP Quellcode - (*.lsp;*.lisp)